# Дезертирство українських поліцейських на Волині в 1943 році
Дезертирство українських поліцейських на Волині в 1943 році — масова втеча, протягом березня і квітня 1943 року, українських поліціянтів, що перебували на службі у німецької адміністрації. Після дезертирства велика частина міліціонерів-дезертирів приєдналися до УПА. Всього ряди УПА поповнило від 4 до 6 тисяч співробітників допоміжної поліції (всього в той час українська поліція на Волині налічувала 11 870 осіб).

## Передумови
Існує кілька версій причини дезертирства шуцманів. Найпоширеніша з них — це те, що бандерівське керівництво на Волині, відразу після отримання інформації про підсумки III конференції ОУН-Б, віддало своїм людям, які там служили, наказ піти в партизани, а це дезертирство породило ланцюгову реакцію — спроби німецької протидії і, в результаті, втечу інших поліцейських. Втім, можливо, що і так заплановане дезертирство було прискорене викриттям поліцейських, пов'язаних з ОУН, і загрозою арешту з боку гестапо. Іншою версією причини дезертирства є радянська провокація. Радянський партизанський командир Антон Бринський прагнучи сприяти дезертирства в поліції і послабити таким чином німців, не передбачив, що поліцейські, замість того, щоб йти в його загони, потраплять до націоналістів. Тому радянські партизани необачно прискорили активізацію дій бандерівського партизанського руху. Варто відзначити, що якщо «радянська провокація» проти українських поліцейських і призвела до втечі українських поліцейських в ліси до УПА, то вона послужила тільки спусковим гачком до цього, але не основною причиною — втеча волинських поліцейських в УПА планувавалася українськими націоналістами незалежно від зазначених подій. Причому ініціатором догляду українських поліцейських був Дмитро Клячківський. Перехід поліцейських в УПА, як вже було сказано раніше, добре узгоджувався з планами створення повстанської армії.

## Хід подій
Дезертирства почалися на початку березня 1943 року. Поліцейські тікали не тільки з ділянок в невеликих селах, але і в великих містах — Ковелі, Луцьку, Горохові. Часто приводом для дезертирства був напад на поліцейський відділок або в'язницю загонів УПА:
- 9 березня 1943 року боївка ОУН-Б під проводом Івана Климишина «Крука» напала на Бережці. Скориставшись нападом, українські поліцаї атакували німців і вбили їх;
- 18 березня 1943 року українські поліцаї вбили коменданта й утекли з поліцейської дільниці в Боремелі.
- 20-22 березня з Луцька за ініціативою Степана Коваля-«Рубашенка» дезертирував господарський батальйон поліції, який налічував 320 чоловік. Разом з ним до партизанів перейшли охоронні підрозділи і районна поліція (близько 200 чоловік). Перед відходом вони в Луцьку напали на табір для військовополонених, звідки звільнили близько 40 осіб, а також відкрили збірний пункт для примусових робітників. Батальйон відступив до околиць містечка Колки, де на його базі було створено батальйон УПА на чолі з «Рубашенком».
- В ніч з 21 на 22 березня дезертирувала вся українська допоміжна поліція в Кременці. Втікачі забрали зі складів зброю і боєприпаси і зникли в лісі. Частина міліціонерів розійшлася по домівках, інші приєдналися до мельниківського загону «Хрону» (Миколи Недзведського) і бандерівського відділу «Крука» (Івана Климишина)[4].
- У ніч з 25 на 26 березня 1943 року упівці обстріляли Мацеїв. У погоню за націоналістами німці відправили 103-й поліцейський батальйон, який налічував близько двохсот двадцяти осіб. Одразу ж після виходу з містечка поліцаї дезертирували та утворили курінь УПА, який очолив ініціатор утечі — Іван Климчак «Лисий».
- В ніч з 27 на 28 березня загін УПА під командуванням Олексія Брися атакував Горохів. Внаслідок чого, місцевий гарнізон української допоміжної поліції дезертирував і приєднався до повстанців[5].
- На рубежі березня й квітня 1943 року в селі Новостав в Шумському районі німці організували розшук поліцаїв дезертирів. Сталося зіткнення, в якому загинуло 38 німців. Німці в паніці відступили. Під час бою згоріло десять селянських господарств, кілька мирних жителів загинули. В УПА втрат не було[4].
- 6 квітня 1943 стався бунт української поліції в Ковелі. У повідомленні радянських партизан сказано: «Поліція вбила 18 німців, звільнила заарештованих з в'язниці і розпустила табір примусової праці»[6].

Спроби дезертирства не завжди закінчувалися успіхом. У Здолбунові українські поліцаї відмовилися виконувати накази. Німці негайно їх роззброїли, дванадцятьох розстріляли, а решту відправили до Німеччини.